# Тищенко Іван Михайлович
Іва́н Миха́йлович Ти́щенко (* 1933) — радянський та український волейболіст, майстер спорту СРСР.

## З життєпису
Призер чемпіонату світу 1956 року в складі збірної СРСР, переможець спортивних ігор VI Всесвітнього фестивалю молоді та студентів, переможець I Спартакіади народів СРСР у складі збірної УРСР.
Після закінчення спортивної кар'єри працював два роки в Індонезії як інженер-будівельник. По тому займався наукою, захистив кандидатську дисертацію з економіки, став членом-кореспондентом Академії будівництва України.
У 2010-х роках — віце-президент Федерації волейболу України і президент Асоціації пляжного волейболу країни.